# Сандрон, Якопо
Якопо Сандрон (итал. Jacopo Sandron; 1 мая 1998, Турин, Италия) — итальянский борец греко-римского стиля, призёр чемпионата Европы.

## Спортивная карьера
Когда Якопо было 4 года его мать отвезла его и брата в спортивный зал в Турине. По словам Якопо когда он первый раз попал в зал его целью была победить брата, однако он узнал что в борьбе есть правила и наблюдал за действиями спортсменов. Позже перешёл в римский Спортивный клуб армии. Часто выступал на чемпионах мира и Европы по кадетам, юношам и молодёжи, но медалей не завоевывал. Первым крупным успехом стала бронза на чемпионате Европы в Каспийске, которую он завоевал на следующий день после 20-летия, выиграв в схватке за 3 место опытного белоруса Максима Кажарскогого. После успеха на чемпионате Европы стал представлять Италию на крупных международных турнирах, однако безуспешно. 

## Спортивные результаты на крупных международных соревнованиях
- Чемпионат Европы по борьбе 2018 — ;
- Чемпионат Европы по борьбе 2019 — 7;
- Европейские игры 2019 — 16;
- Чемпионат мира по борьбе 2019 — 20;
- Летние Всемирные военные игры 2019 — 12;
- Чемпионат Европы по борьбе 2020 — 13;